# Pseudochaeta curepei
Pseudochaeta curepei är en tvåvingeart som beskrevs av Thompson 1964. Pseudochaeta curepei ingår i släktet Pseudochaeta och familjen parasitflugor. Inga underarter finns listade i Catalogue of Life.